# Мадо, до востребования
«Мадо, до востребования» — режиссёрский дебют Александра Адабашьяна.

## Сюжет
Мелодрама по мотивам романа Симоны Арес «Мадо». В маленькой французской деревушке живёт толстушка Мадо. Она работает почтальоном, разносит письма. Ведёт в местной школе уроки, где рассказывает нравоучительные сказки детям. Она сама невинна и чиста, как ребёнок, мечтает о прекрасном принце. В деревушку приезжает режиссёр Жан-Мари Зелени для поиска натуры для своего нового фильма и становится тем самым «принцем» для Мадо. Она тут же приглашает его на ужин, но, осознавая свою непривлекательность, берёт с собой свою подружку Жермену, местную проститутку. Худенькая, очаровательная Жермена сразу вызывает симпатию у режиссёра, а Мадо остаётся только наблюдать за их отношениями. Затем выясняется, что объект девичьих грез Мадо — неудачник, который вместо художественных фильмов теперь снимает рекламные ролики. Сняв очередной ролик, он уезжает, а Мадо приходится лишь издали наблюдать за его трогательным прощанием с Жерменой. От отчаяния она решает утопиться, но потом оставляет эту мысль и лишь наблюдает из реки, как искренне беспокоятся о ней жители деревушки.

## В ролях
- Марианн Гров — Мадо
- Олег Янковский — режиссёр Жан-Мари
- Жан-Пьер Дарруссен — пастух
- Изабель Желина — Жермена
- Бернар Фрейд
- Мишель Виноградов — Анри Ламонт
- Оливье Пажо
- Андре Помара

## Съёмочная группа
- Автор сценария: Александр Адабашьян
- Режиссёр: Александр Адабашьян
- Оператор: Леван Пааташвили
- Композитор: Жан-Луи Валеро

## Награды
- 1990 — специальный приз МКФ в Каннах «Перспектива французского кино»
- 1990 — приз Молодёжного жюри — Александр Адабашьян, МКФ «Европа чинема» в Равенне

## Критика
Андрей Шемякин: «Режиссёр объясняет, что всё это печальные комплексы обиженных детей. Что достаточно просто рассказать историю, хотя бы она и была высосана из пальца. Что натура всё скажет о себе сама — её лишь важно правильно подать. Будем любоваться портретами, панорамами, узнавать цитаты, радуясь точности попадания, особенно в случае Янковского. Вспоминать, что и французам брошен намёк — героиню фильма Клода Соте тоже звали Мадо. Восхищаться особой аурой картины, блистательно снятой Леваном Пааташвили».
«Коммерсант»: «Простая история любви — трагической и безответной — становится у Адабашьяна метафорой человеческого одиночества, печальным символом времени — эпохи тотального непонимания».
Виктор Матизен: «Это прелестная история, которая мне нравилась ровно до тех пор, пока я не понял, что на моих чувствах очаровательным образом пытаются играть. Поняв это, я взбунтовался и закричал, подобно принцу Гамлету, что играть на мне нельзя».
Майя Туровская: «Это как бы простенькая картина, снятая в провинциальной Франции, вовсе не „по-заграничному“, но с секретом. Грубая схема её вполне укладывается в то, что мы в советские времена любили называть „добрый фильм“. Фокус в том, что трогательная история некрасивой и обыкновенной Мадо снята как „добрый фильм“ минус традиционная советская сентиментальность, неизбывная даже в „чернухе“. Наша „чернуха“ — чаще всего та же сентиментальность, вывороченная наизнанку. А Адабашьян сумел снять свой фильм легко, как пробег по клавиатуре, с обертонами отнюдь не тяжеловесного юмора. Одним словом, как-никак по-заграничному».
Наталья Ртищева: «В советском прошлом Александр Адабашьян был первым художником при дворе короля Никиты. А ныне он чуть ли не надежда французского кино. Однако в своём режиссёрском дебюте он, скорее, в ретроспективе, нежели в перспективе. „Мадо“ кажется маленьким и изящным саженцем в большом саду, по которому мы уже гуляли».
Даниил Дондурей: «Взращённый на плодородной почве социалистических французских денег, французского сюжета, особой французской атмосферы, фильм Адабашьяна показался мне не претендующей на эпохальность киноновеллой. Без российской натуги и пластического надрыва. История почтальонши оставляет просветлённое чувство — редкость в нашем Отечестве».
Александр Тимофеевский: «С точки зрения современной эстетики очень странен этот экскурс в поэтику неореализма, благополучно скончавшегося в пятидесятые годы. Но с точки зрения мировосприятия русского человека, оказавшегося в Европе, более чем понятна апологетика традиционного мира: священники, проститутки, девственницы, патриархальные ценности. Столь же мило, сколь и скучно».
Андрей Плахов: «Фильм настолько французский, что все стереотипы явлены в нём с точностью до наоборот. Деревенскую толстушку-почтальоншу играет француженка в духе юной Наташи Андрейченко. А пресыщенного европейской славой режиссёра — Олег Янковский. Картезианская локальность замысла, напитанная чувственной провинциальной атмосферой, создаёт все предпосылки для приза Perspectives du cinema francais, который действительно присуждён фильму в Канне. Кажется, русское кино скоро будут успешно делать иностранцы».
Александр Трошин: «У французского Адабашьяна кино получилось улыбчиво-печальное, как лето на повороте к осени, блаженно-ленивое, как задержавшееся в зените солнце. Притихшее — так, что слышно, как кадр пересекает назойливая деревенская муха. И не скучное, нет».